# ونسا کامارگو
ونسا گودوی کامارگو (زاده ۲۸ دسامبر ۱۹۸۲) که با نام حرفه‌ای ونسا شناخته می‌شود، خواننده و ترانه‌سرا برزیلی است.
ونسا در 28 دسامبر 1982 در گویانیا ، گویاس به دنیا آمد. او دختر سرتانجو خواننده برزیلی است. او در دوران کودکی به مدارس دولتی می رفت، اما به دلیل مشکلات مالی خانواده اش هیچ اسباب بازی نداشت.
در سال 1998، در سن 16 سالگی، او هدف اولیه یک آدم ربایی بود. آدم ربایان به طور تصادفی عموی او ولینگتون کامارگو را گرفتند و گوش او را به خانواده فرستادند و این ماجرا به یک داستان ملی تبدیل شد. پس از آن حمله، خانواده او به مدت یک سال به شهر پلنتیشن، فلوریدا ، ایالات متحده نقل مکان کردند تا از او در برابر حملات آینده محافظت کنند.

## آهنگ شناسی
- ونسا کامارگو (2000)
- ونسا کامارگو (2001)
- ونسا کامارگو (2002)
- W (2005)
- مجموع (2007)
- لحظه من (2009)
- DNA (2011)
- 33 (2017) [۶]
- جهان وارونه (2020)

## فیلم شناسی
| سال     | عنوان                      | نقش           | یادداشت                                              |
| ------- | -------------------------- | ------------- | ---------------------------------------------------- |
| 2002-04 | جوونس تاردس                | مجری تلویزیون |                                                      |
| 2004    | سایت پیکاپائو زرد          | دایانا دشان   | فصل 4                                                |
| 2004    | کوبراندو روتینا            | خودش          | فصل 2                                                |
| 2005    | سابيندو آ سرا              | خودش          | فصل 1                                                |
| 2008    | موسیقی دبیرستان: A Seleção | مربی / مربی   | قسمت: "Desafio das Duplas"                           |
| 2012    | Cheias de Charme           | خودش          | قسمت: "6 سپتامبر 2012"                               |
| 2013    | Fábrica de Estrelas        | خودش          | قسمت: "Segunda Etapa para Seleção da Nova Girl Band" |
| 2014    | دومینگو دا جنته            | مجری تلویزیون | قسمت: "26 ژانویه 2014"                               |
| 2015    | هورا دو فارو               | مجری تلویزیون | قسمت: "18 اکتبر 2015"                                |
| 2015    | Peladão a Bordo            | مربی / مربی   | قسمت: "17 نوامبر 2015"                               |
| 2024    | برادر بزرگ برزیل 24        | خودش          | فصل 24                                               |

| سال  | عنوان                      | نقش    | یادداشت |
| ---- | -------------------------- | ------ | ------- |
| 2001 | Xuxa e os Duendes          | پری مل |         |
| 2004 | سینما گیبی                 | خودش   |         |
| 2010 | موسیقی دبیرستان: O Desafio | خودش   |         |
| 2016 | آواز خواندن                | خاکستر | دوبله   |

| سال  | عنوان      | نقش  | یادداشت   |
| ---- | ---------- | ---- | --------- |
| 2009 | دوسیه ونسا | خودش | وب-مستند. |